# Ruling the World
Ruling The World, prodotto nel 1988 dalla Scratch Records, è il quarto album full-length della band tedesca heavy metal Tyrant.

## Tracce
1. Burn You (04:32)
2. Blind Revolution (04:34)
3. Set'em on Fire (03:43)
4. Killing the Peace We Fall (03:39)
5. Wild Cats (02:47)
6. She Makes Me Hot (Hot) (03:52)
7. Wild and Free (03:20)
8. Ruling the World (05:15)
9. Beat It (03:37)
10. On the Wings of Endless Pain (03:24)

## Edizioni
1988
- Stampa mondiale su vinile della Scratch Records.
1991
- Ristampa su CD della GAMA/Laserlight con il titolo Blind Revolution e cover differente con le stesse tracce dell'originale versione del 1988.
2009
- Ristampa su CD della Battle Cry (numero catalogo: BC 033) con titolo e cover originali e con l'aggiunta di 4 bonus tracks prese dall'album del 1990 Live and Crazy:
11. I'm Crazy (live) - 04:25

12. Set'em On Fire (live) - 03:49

13. Steamhammer (live) - 05:51

14. Let's Dance (live) - 03:34

## Formazione
- Kerrmit - voce
- Carl Tomaschko - chitarra
- Phil Zanella - chitarra
- Dieter Behle - batteria
- Robert Kosch - tastiere